# Sulfato de níquel(II)
El sulfato de níquel es un compuesto inorgánico con la fórmula NiSO4, pero también puede referirse a la forma hidratada de fórmula NiSO4(H2O)6. Es una sal de tonalidad azul altamente soluble formada por el anión sulfato y el catión níquel con estado de oxidación +2. Es la fuente principal del ion Ni+2 en galvanizado.
Aproximadamente, 40.000 toneladas fueron producidas en 2005. Es usado principalmente para el galvanizado del níquel.

## Estructuras
Se conocen al menos siete sales de sulfato de níquel (II). Estas sales se diferencian en cuanto a su hidratación o estructura cristalina.
El hexahidrato tetragonal común cristaliza en una solución acuosa entre 30,7 y 53,8 °C. Por debajo de estas temperaturas cristaliza un heptahidrato y por encima de estas temperaturas se forma un hexahidrato ortorrómbico. La forma anhidra amarilla, {\displaystyle {\ce {NiSO4}}}, cristaliza en un sistema cristalino ortorrómbico y, a presión estándar, se descompone en Óxido de níquel(II) {\displaystyle {\ce {NiO}}} a temperaturas superiores a 640 °C, antes de alcanzar el punto de fusión.[3] Siendo que funde solo a alta presión del sistema. Utilizando un método de volumen constante, se encontró que el punto de fusión era 1210 °C.[4] La forma anhidra del sulfato se produce calentando los hidratos de este por encima de 330 °C.
Las mediciones de cristalografía de rayos X muestran que {\displaystyle {\ce {NiSO4*6H2O}}} está formado por iones octaédricos {\displaystyle {\ce {[Ni(H2O)6]^2+}}}. Estos iones, a su vez, están unidos por enlaces de hidrógeno a iones sulfato.[5] La disolución de la sal en agua da soluciones que contienen el complejo acuoso {\displaystyle {\ce {[Ni(H2O)6]^2+}}}.
Todos los sulfatos de níquel son paramagnéticos.